# Урокіназа
PLAU (англ. Plasminogen activator, urokinase) – білок, який кодується однойменним геном, розташованим у людей на короткому плечі 10-ї хромосоми. Довжина поліпептидного ланцюга білка становить 431 амінокислот, а молекулярна маса — 48 507.
| 10         |  | 20         |  | 30         |  | 40         |  | 50         |
| ---------- |  | ---------- |  | ---------- |  | ---------- |  | ---------- |
| MRALLARLLL |  | CVLVVSDSKG |  | SNELHQVPSN |  | CDCLNGGTCV |  | SNKYFSNIHW |
| CNCPKKFGGQ |  | HCEIDKSKTC |  | YEGNGHFYRG |  | KASTDTMGRP |  | CLPWNSATVL |
| QQTYHAHRSD |  | ALQLGLGKHN |  | YCRNPDNRRR |  | PWCYVQVGLK |  | PLVQECMVHD |
| CADGKKPSSP |  | PEELKFQCGQ |  | KTLRPRFKII |  | GGEFTTIENQ |  | PWFAAIYRRH |
| RGGSVTYVCG |  | GSLISPCWVI |  | SATHCFIDYP |  | KKEDYIVYLG |  | RSRLNSNTQG |
| EMKFEVENLI |  | LHKDYSADTL |  | AHHNDIALLK |  | IRSKEGRCAQ |  | PSRTIQTICL |
| PSMYNDPQFG |  | TSCEITGFGK |  | ENSTDYLYPE |  | QLKMTVVKLI |  | SHRECQQPHY |
| YGSEVTTKML |  | CAADPQWKTD |  | SCQGDSGGPL |  | VCSLQGRMTL |  | TGIVSWGRGC |
| ALKDKPGVYT |  | RVSHFLPWIR |  | SHTKEENGLA |  | L          |  |            |

A: Аланін

C: Цистеїн

D: Аспарагінова кислота

E: Глутамінова кислота

F: Фенілаланін

G: Гліцин

H: Гістидин

I: Ізолейцин

K: Лізин

L: Лейцин

M: Метіонін

N: Аспарагін

P: Пролін

Q: Глутамін

R: Аргінін

S: Серин

T: Треонін

V: Валін

W: Триптофан

Кодований геном білок за функціями належить до гідролаз, протеаз, серинових протеаз, фосфопротеїнів. 
Задіяний у таких біологічних процесах, як зсідання крові, гемостаз, активація плазміногену, фібриноліз, альтернативний сплайсинг. 
Секретований назовні.